# William Lindsay White
William Lindsay White (* 17. Juni 1900 in Emporia, Kansas; † 26. Juli 1973 ebenda) war ein US-amerikanischer Journalist, Verleger und Schriftsteller, der mit seinen Publikationen die Republikanische Partei unterstützte. 

## Leben
William Lindsay White war der einzige Sohn des Journalisten und Verlegers William Allen White und dessen Frau Sallie. Er hatte eine jüngere Schwester, die im Alter von 16 Jahren bei einem Reitunfall tödlich verletzt wurde. Bereits als Schüler schrieb er Artikel für die Lokalpresse in seiner Heimatstadt Emporia. Als er 18 Jahre alt war, begleitete er seinen Vater nach Versailles, wo dieser als Journalist von der Friedenskonferenz berichtete.
Anschließend studierte er Journalismus, zunächst an der University of Kansas, bevor er nach Harvard wechselte und dort sein Studium abschloss. Er arbeitete in der „Emporia Gazette“, die zu dem von seinem Vater aufgebauten regionalen Presseverlag gehörte. Aus Kansas zog er an die Ostküste, um erst in die Redaktion der „Washington Post“, dann von „Fortune“ einzutreten. Seine Frau Kathrine, die er 1931 geheiratet hatte, arbeitete für das Magazin „Time“. 1940/41 berichtete er als Kriegskorrespondent für einen Verbund von 40 amerikanischen Zeitungen aus Europa. Im folgenden Jahr wurde er Redakteur bei „Reader’s Digest“.
Nach dem Tod seines Vaters übernahm er die Leitung von dessen Presseverlag in Kansas, verbrachte aber jedes Jahr mehrere Monate in New York und Washington, D.C. Er verfasste insgesamt 14 Sachbücher zu aktuellen politischen Themen, darunter über die Sowjetunion im Zweiten Weltkrieg („Report on the Russians“, 1945) sowie das besiegte Deutschland in den Nachkriegsjahren („Report on the Germans“, 1947).

## Politische Positionen
Wie sein Vater engagierte sich auch William Lindsay White für die Republikanische Partei, er vertrat weltanschaulich konservative Positionen. Er unterstützte 1952 Dwight D. Eisenhower sowie 1960 und 1968 Richard Nixon bei ihren Präsidentschaftskampagnen.
Kritisch setzte White sich mit Publizisten auseinander, die die Entwicklungen in der Sowjetunion positiv, teilweise sogar euphorisch beschrieben. Im Sommer 1944 bereiste er mit Vertretern der US-Handelskammer für sechs Wochen die Sowjetunion. Er führte in dieser Zeit in Moskau auch Gespräche mit mehreren amerikanischen Korrespondenten, darunter Richard Lauterbach, („Time“) und William H. Lawrence („New York Times)“. 
Auf der Grundlage seiner bei den Reisen gewonnenen Eindrücken sowie seiner Gespräche mit Sowjetbürgern und in Moskau arbeitenden US-Amerikanern verfasste er das Buch „Report on the Russians“, mehrere Kapitel daraus erschienen zunächst im Spätherbst 1944 als Serie in „Reader’s Digest“.
Er schilderte darin die Sowjetgesellschaft als Diktatur, die von Repression und Angst in der Bevölkerung geprägt sei. An drei Beispielen beschrieb er die Mechanismen der sowjetischen Zensur, der die US-Korrespondenten in Moskau unterlagen: die Panik in den sowjetischen Behörden und in der Bevölkerung beim Vormarsch der Wehrmacht auf Moskau im Herbst 1941, die Bombardierung des von der Bomberflotte der U.S. Air Force 1944 genutzten Militärflughafens von Poltawa durch die deutsche Luftwaffe sowie das Massaker von Katyn. White beschrieb, dass die Korrespondenten ihre Berichte bei der sowjetischen Zensurbehörde einreichen mussten, bevor sie an die Heimatredaktionen telegrafiert wurden. Die Korrespondenten seien ausnahmslos vor ihrer Reise nach Katyn im Januar 1944 zu einer Präsentation der Burdenko-Kommission, des Expertengremiums des Kremls, von der deutschen Täterschaft überzeugt gewesen. Doch seien mehrere von ihnen zu der Überzeugung gelangt, dass die Präsentation manipuliert gewesen sei, allerdings hätten sie dies wegen der Zensur nicht schreiben können.
Das Buch rief eine heftige Kontroverse um die Bewertung der Sowjetunion unter Stalin hervor. 16 Journalisten und Publizisten aus dem linken Spektrum warfen White eine völlig verzerrte Darstellung vor: „Whites Buch zielt darauf ab, alte Mythen und Vorurteile gegen einen großen Verbündeten zu bekräftigen, dessen Opfer in diesem Krieg uns unschätzbares Blutvergießen und Zerstörung erspart haben.“ Zu den Unterzeichnern gehörten die Moskau-Korrespondenten Jerome Davis, Richard Lauterbach, Edmund Stevens und Alexander Werth, der Kriegsreporter John Hersey sowie der China-Experte Edgar Snow. Doch lobten mehrere prominente Autoren das Buch, darunter die Historiker William Henry Chamberlin und Michael Karpovich sowie der Romanautor John Dos Passos.

## Werke
- What People Said, 1938
- Zero Hour, 1940
- Journey for Margaret, 1941
- They Were Expendable, 1942
- Queens Die Proudly, 1943
- Report on the Russians, 1945
- Report on the Germans, 1947
- Lost Boundaries, 1948
- Land of Milk and Honey, 1949
- Bernard Baruch, 1951
- Back Down the Ridge, 1953
- The Captives of Korea, 1957
- The Little Toy Dog, 1962
- Report on the Asians, 1969